# 傑克·喬納森·利斯奧爾

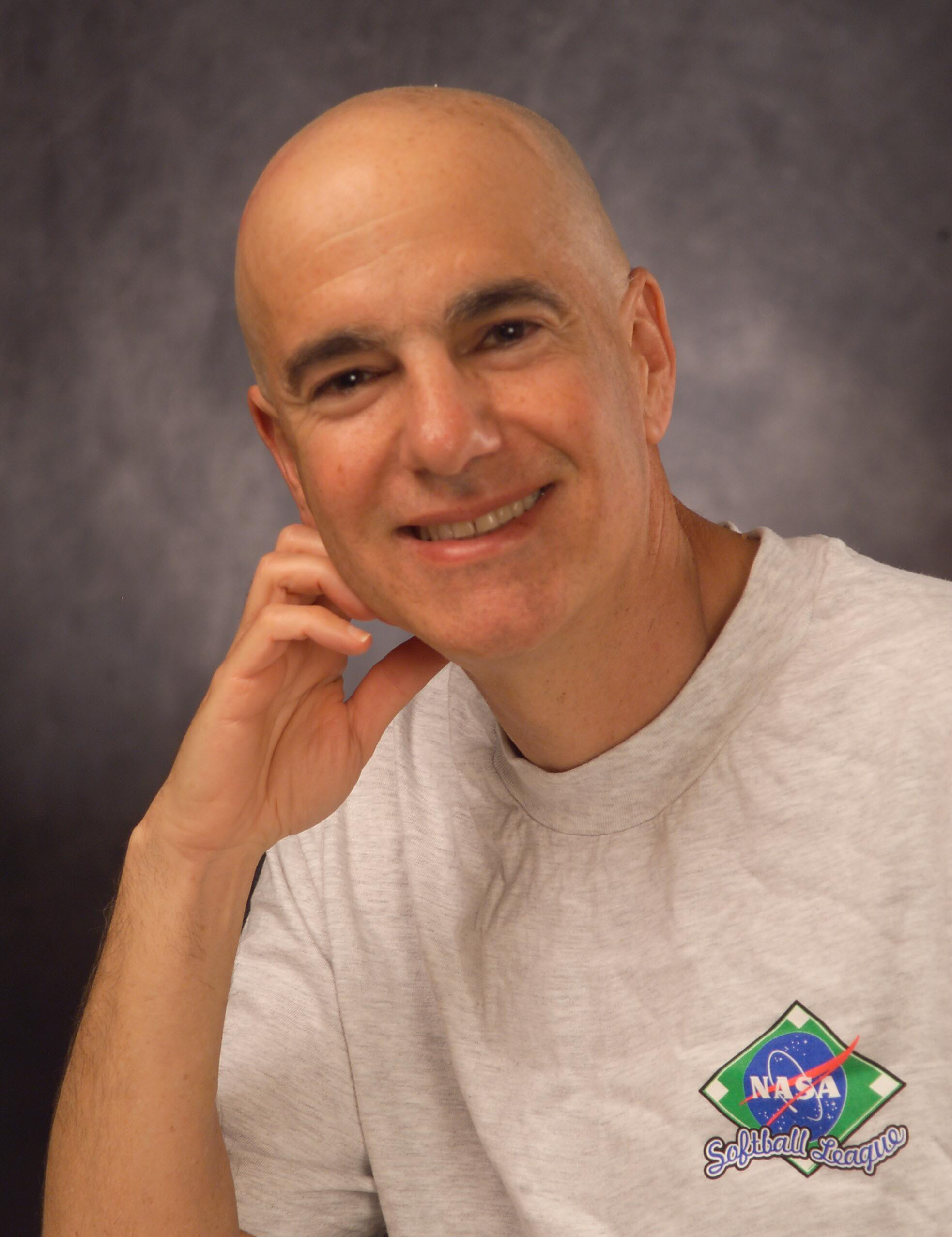
傑克·喬納森·利斯奧爾

傑克·喬納森·利斯奧爾（英語：Jack Jonathan Lissauer，1957年—），美国行星科学家，任職於美國NASA艾姆斯研究中心，他是克卜勒太空望遠鏡計畫中的合作研究員。

## 經歷
利斯奧爾於1978年獲得麻省理工學院數學學士學位，再於1982年獲得柏克萊加州大學博士學位，博士指導教授是徐遐生。之後曾在柏克萊加州大學擔任助理研究天文學家（1985年1月－1985年7月）、聖塔芭芭拉加利福尼亞大學訪問研究員（1985年7月－1987年6月）、石溪大學教授（1987年6月－1996年8月），1996年進入NASA艾姆斯研究中心至今。

## 研究
他的研究主要是行星系統的形成、行星動力學與混沌系統、行星環系統和星周盤。
他和馬克·肖華特共同發現天王星的衛星天卫二十七和天衛二十六。並且和傑佛瑞·馬西等人共同發現系外行星格利泽876b、格利泽876c、格利澤436b、格利泽876d。

## 著作
- Planetary Sciences 2nd, Imke de Pater, Jack J. Lissauer, Cambridge University Press (2010), ISBN 9780521853712

## 外部連結
- 個人履歷
- Lissauer on the NASA site （页面存档备份，存于）
- Lissauer on Hubble heritage